# Clima gélido
El clima gélido, también llamado glacial, helado o nival es un subtipo de clima polar que se caracteriza por tener casi permanentemente temperaturas por debajo de 0 °C; y escasas precipitaciones. La humedad en el aire es inexistente y el viento suele ser bastante intenso, lo que hace aún más hostiles las condiciones de vida en este clima.
El "clima helado" generalmente se refiere a las condiciones climáticas caracterizadas por la presencia de hielo, a menudo debido a las temperaturas bajo cero. Esto puede incluir lluvia helada, aguanieve o nieve que se ha derretido y vuelto a congelar, creando superficies resbaladizas. 
El clima gélido se da principalmente en los dos polos, alcanzando unas condiciones más severas en la Antártida, puesto que al tratarse de un continente que además posee tierras altas, las temperaturas son más frías que las del Polo Norte, llegando a alcanzar los –70, –80 y hasta –89,2 °C (récord en la superficie de La Tierra). 
El clima nival de las zonas más altas de las principales cordilleras del planeta se asemejan mucho al polar, pudiéndose dar en las cumbres del Himalaya, de los Andes (Especialmente la cima del monte Coropuna), de las montañas de Alaska y otras cumbres. Su temperatura promedio mensual es siempre bajo 0 grados según el sistema de Köppen.
Las regiones polares están delimitadas por el círculo polar ártico y el Polo Norte y entre el círculo polar antártico y el Polo Sur; es decir: entre los 66° 33′ y los 90° de latitud norte y sur, respectivamente. Las temperaturas son muy bajas porque los rayos solares llegan muy inclinados respecto a la superficie terrestre.
Además, el clima gélido puede clasificarse en dos tipos:

## Tipos
- Clima de la capa de hielo (EF), propio de los casquetes polares norte y sur. También ha sido llamado clima inlandsisiano o groenlandés[4] en alusión a la capa glacial llamada indlandsis, que es típica de Groenlandia. Durante el invierno se mantiene en permanente penumbra, mientras que en verano está permanentemente iluminado por el Sol. En el clima antártico se encuentran las temperaturas más bajas del mundo.
- Clima nival, de nieve, hielo o glacial (EFH): es de alta montaña y corresponde a altitudes mayores de los 5000 metros en latitudes ecuatoriales. Está situado por sobre el clima alpino. Los nevados de todos los Andes, de las cadenas montañosas de Europa, África y Asia con cumbres nevadas, están enmarcadas en este clima.[cita requerida] Por encima de 7500 metros de altitud se denomina "Zona de la muerte" debido al peligro inminente que implica la falta de oxígeno para el hombre y los animales.

## En la Antártida
En la meseta interior del continente Antártico se registra un fuerte contraste térmico entre los meses de sol alto y los de noche polar. Por ejemplo, en la estación Polo Sur estos valores oscilan con récords entre –13 °C en el verano y –82 °C en el invierno. La precipitación en general es muy escasa y difícil de medir, considerando que generalmente cae en forma de nieve en un ambiente muy ventoso.
En la península Antártica, el clima es de tundra, las condiciones térmicas no son tan extremas, y la precipitación anual es considerablemente mayor por efecto del paso de sistemas frontales. Su lado occidental se caracteriza por un clima oceánico, y en su borde oriental predomina un clima continental relativamente más frío, donde el hielo cubre el océano todo el año.[cita requerida]
Como ejemplo de este clima, se presenta a continuación la base antártica de McMurdo:
| Parámetros climáticos promedio de Base McMurdo                                | Parámetros climáticos promedio de Base McMurdo | Parámetros climáticos promedio de Base McMurdo | Parámetros climáticos promedio de Base McMurdo | Parámetros climáticos promedio de Base McMurdo | Parámetros climáticos promedio de Base McMurdo | Parámetros climáticos promedio de Base McMurdo | Parámetros climáticos promedio de Base McMurdo | Parámetros climáticos promedio de Base McMurdo | Parámetros climáticos promedio de Base McMurdo | Parámetros climáticos promedio de Base McMurdo | Parámetros climáticos promedio de Base McMurdo | Parámetros climáticos promedio de Base McMurdo | Parámetros climáticos promedio de Base McMurdo |
| Mes                                                                           | Ene.                                           | Feb.                                           | Mar.                                           | Abr.                                           | May.                                           | Jun.                                           | Jul.                                           | Ago.                                           | Sep.                                           | Oct.                                           | Nov.                                           | Dic.                                           | Anual                                          |
| ----------------------------------------------------------------------------- | ---------------------------------------------- | ---------------------------------------------- | ---------------------------------------------- | ---------------------------------------------- | ---------------------------------------------- | ---------------------------------------------- | ---------------------------------------------- | ---------------------------------------------- | ---------------------------------------------- | ---------------------------------------------- | ---------------------------------------------- | ---------------------------------------------- | ---------------------------------------------- |
| Temp. máx. abs. (°C)                                                          | 8.3                                            | 2.2                                            | -2.2                                           | -3.9                                           | -2.8                                           | -4.4                                           | -6.1                                           | -4.4                                           | -4.4                                           | 0.6                                            | 2.8                                            | 10.5                                           | 10.5                                           |
| Temp. máx. media (°C)                                                         | -0.2                                           | -6.3                                           | -14                                            | -17.4                                          | -19.0                                          | -19.1                                          | -21.7                                          | -22.8                                          | -20.8                                          | -15.5                                          | -6.7                                           | -0.8                                           | -13.5                                          |
| Temp. media (°C)                                                              | -2.9                                           | -9.5                                           | -18.2                                          | -20.7                                          | -21.7                                          | -23.0                                          | -25.7                                          | -26.1                                          | -24.6                                          | -18.9                                          | -9.7                                           | -3.4                                           | -16.9                                          |
| Temp. mín. media (°C)                                                         | -5.5                                           | -11.6                                          | -21.1                                          | -24.9                                          | -27.1                                          | -27.3                                          | -30.1                                          | -31.8                                          | -29.4                                          | -23.4                                          | -12.7                                          | -6.0                                           | -20.6                                          |
| Temp. mín. abs. (°C)                                                          | -15.0                                          | -25.0                                          | -43.3                                          | -40.0                                          | -44.4                                          | -41.1                                          | -48.9                                          | -49.4                                          | -43.9                                          | -40.0                                          | -26.1                                          | -14.4                                          | -49.4                                          |
| Precipitación total (mm)                                                      | 15.0                                           | 21.2                                           | 24.1                                           | 18.4                                           | 23.7                                           | 24.9                                           | 15.6                                           | 11.3                                           | 11.8                                           | 9.7                                            | 9.5                                            | 15.7                                           | 202.5                                          |
| Nevadas (cm)                                                                  | 6.6                                            | 22.4                                           | 11.4                                           | 12.7                                           | 17.0                                           | 17.8                                           | 14.0                                           | 6.6                                            | 7.6                                            | 13.5                                           | 8.4                                            | 10.4                                           | 148.4                                          |
| Días de precipitaciones (≥ 1.0 mm)                                            | 2.6                                            | 4.7                                            | 3.2                                            | 4.5                                            | 5.5                                            | 5.7                                            | 4.7                                            | 4.1                                            | 3.0                                            | 3.2                                            | 2.4                                            | 2.5                                            | 46.1                                           |
| Días de nevadas (≥ 1 mm)                                                      | 12.8                                           | 17.6                                           | 17.8                                           | 16.4                                           | 16.2                                           | 15.6                                           | 15.3                                           | 14.5                                           | 13.3                                           | 14.5                                           | 13.5                                           | 13.8                                           | 181.3                                          |
| Humedad relativa (%)                                                          | 66.7                                           | 65.2                                           | 66.6                                           | 66.6                                           | 64.2                                           | 62.4                                           | 60.2                                           | 63.4                                           | 55.8                                           | 61.4                                           | 64.7                                           | 67.0                                           | 63.7                                           |
| Fuente n.º 1: Cool Antarctica                                                 |                                                |                                                |                                                |                                                |                                                |                                                |                                                |                                                |                                                |                                                |                                                |                                                |                                                |
| Fuente n.º 2: NOAA (extremes and precipitation and snowy days data 1961−1986) |                                                |                                                |                                                |                                                |                                                |                                                |                                                |                                                |                                                |                                                |                                                |                                                |                                                |